# Ninja Special Agent Justy Wind vs. Evil American Comic Books Characters - 1

Ninja Special Agent Justy Wind vs. Evil American Comic Books Characters - 1 (忍者特捜 ジャスティーウィンドVS悪のアメコミヒロイン軍団　前編 - 1) es una película japonesa, del 28 de mayo de 2010, producida por Zen Pictures. Es una película del género tokusatsu, de acción y aventuras, con artes marciales, dirigido por Eiji Kamikura, y protagonizada por Kanami Okamoto, Haruka Nagase, Mae Otuka, Rie Yamashiro, Kiraan, Arisa Nouchi, Yuki Asakura, Hitomi Oomura. 
El idioma es en japonés, pero también está disponible con subtítulos en inglés, en DVD o descargable por internet.

## Saga de Justy Wind
- Ninja Special Forces Justy Wind - Righ Mind - (2007)
- Ninja Special Forces Justy Wind - Bad Copy - (2007)
- Ninja Special Agent Justy Wind vs. Evil American Comic Books Characters - 1 (2010)
- Ninja Special Agent Justy Wind vs. Evil American Comic Books Characters - 2 (2010)
- Justy Wind The Begining (2010)

## Argumento
Japón está bajo la siega de una misteriosa armada de mujeres soldado. Dicen que estas chicas están buscando el "wa no chikara", o el poder de unidad de Japón. Cuando "Mighty Wind" (Misora Yozaki) es forzada a luchar contra tres guerreras invasoras, trata de escapar, pero ella es fuertemente herida por el ataque venenoso de "Miss Tarántula". Mighty Wind queda inconsciente en el bosque.
Una chica del instituto de secundaria llamada Huka Hiba encuentra a Misora. Casualmente la conoce de tiempo atrás y trata de salvarla refugiándola en un lugar seguro; la propia casa de Huka. Miss Tarántula persigue a ambas chicas y caza a Mighty Wind en su tela de araña, y cuando todo parecía perdido, Huka la defiende pero transformada en "Justy Wind Rojo". La legendaria espada de Misora tiene el poder de transformar en Justy Wind a su portador. Huka, que cogió la espada para defender a Misora, no se da cuenta muy bien de la transformación que ha experimentado, pero con sus nuevos poderes logra repeler el ataque de Miss Tarántula.
Mighty Wind y Justy Wind Rojo serán las primeras integrantes del nuevo equipo "Justy Wind". A lo largo de la película se irán incorporando nuevos personajes: Shoko, una chica huerfanaque no habla ni confía en nadie, y Mahine de fuerte voluntad, hija de una rica familia arruinada, completarán el equipo de Justy Wind, siendo Justy Wind Blanco y Azul.
Justy Wind tendrá que enfrentarse a a las malvadas enemigas "Fang Girl" y "Amazon Lady".